# Simon Vratsian
Simon Vratsian (arménien : Սիմոն Վրացեան), né en 1882 à Bolchie Saly (en arménien Medz Sala, Մեծ Սալա), dans le Nor Nakhichevan (aujourd'hui Nakhitchevan-sur-le-Don) et mort le 21 mai 1969 à Beyrouth, est un homme d'État et écrivain arménien.
Il est connu pour avoir été le dernier premier ministre de la République démocratique d'Arménie (1918-1920) et pour avoir mené pendant quarante jours le Comité du Salut de la Patrie (Committee for the Salvation of the Fatherland) après la contre-révolution de février 1921.

## Biographie

### Jeunesse et formation

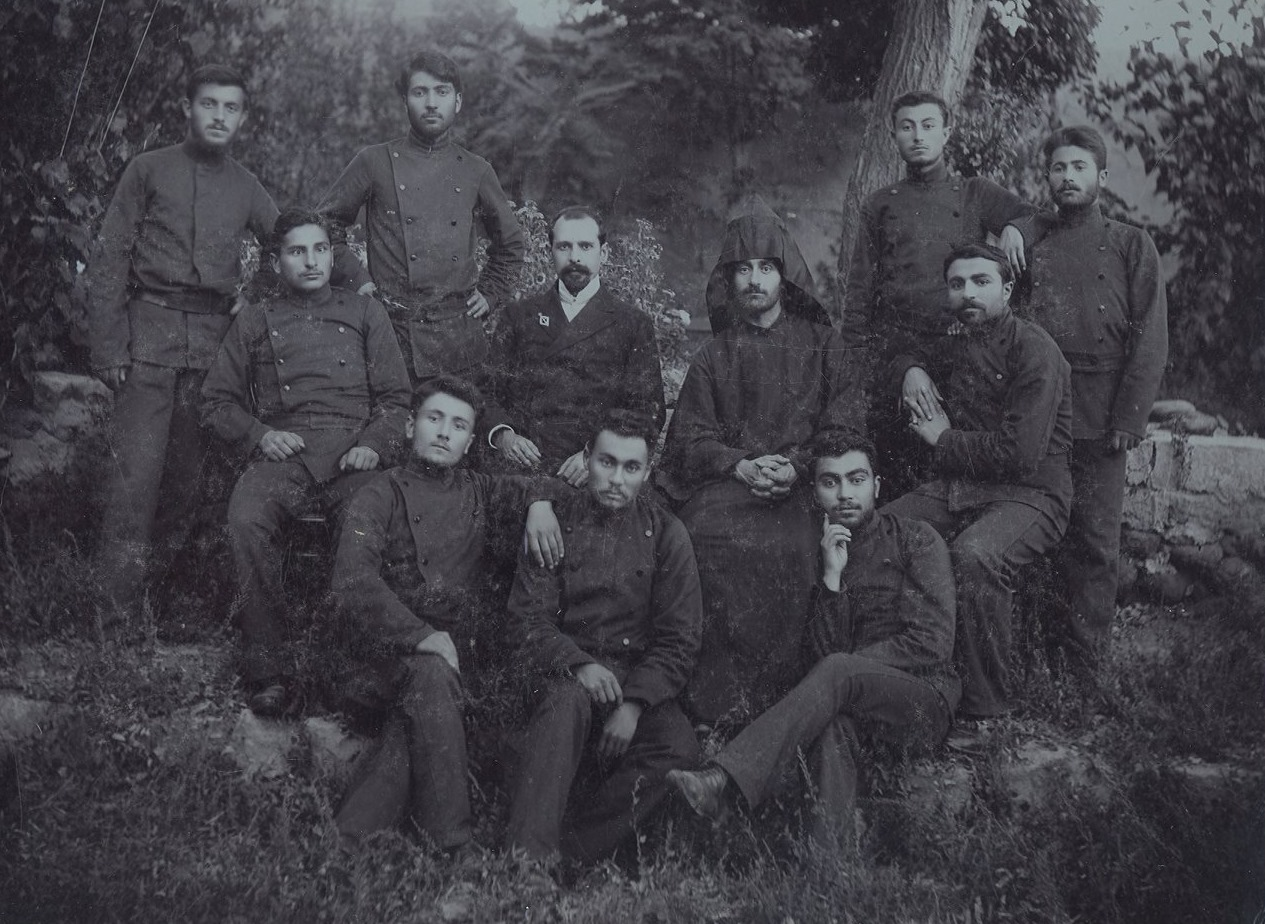
Simon Vratsian (assis au deuxième rang, à gauche) en 1904 au séminaire théologique Gevorkian en compagnie de camarades et de Komitas.

Simon Vratsian naît Simon Krouzian en 1882 à Medz Sala (Մեծ Սալա), dans le Nor Nakhichevan (aujourd'hui Nakhitchevan-sur-le-Don). Dans ses Mémoires, il explique que son premier nom de famille, Krouzian, vient du mot arménien « krouz » (գռուզ), qui signifie « bouclé » ou « frisé », car beaucoup de membres de sa famille avaient les cheveux bouclés. Son nom de famille est modifié deux fois :
- la première fois par un instituteur, Mélikian, qui le força à changer son nom en Krouzinian car pour lui le nom de famille Krouzian n'existait pas ;
- la deuxième fois fut lorsqu'il décida de se nommer Vratsian. En effet, après le changement en Krouzinian, sa famille fut divisée entre ceux qui voulaient conserver Krouzian, avec notamment sa mère qui vit son changement de patronyme comme une traîtrise, ainsi que son oncle Garabed, marqué par un certain conservatisme ; ceux qui consentirent à Krouzinian, c'est-à-dire son oncle adoré nommé Mergian ; et ceux qui voulaient le nom Vratsian, c'est-à-dire lui-même.

Il décrit son père comme un conteur, dont la réputation lui permettait d'attirer de la clientèle dans le café familial.
Dans ses Mémoires, il évoque aussi son riche oncle maternel Mikishka, qui aurait eu une fortune de plusieurs millions de dollars, mais qui était très pingre, ne lui ayant donné qu'environ 20 centimes de dollars après qu'il a fait un voyage de 2000 kilomètres.
Après être passé dans des écoles arméniennes et russes, il continue ses études au séminaire théologique Gevorkian d'Etchmiadzin entre 1900 et 1906, puis à l'Université d'État de Saint-Pétersbourg en 1908-1910 pour étudier le droit et les sciences de l'éducation.

### Débuts en politique
Il intègre la Fédération révolutionnaire arménienne (FRA) en 1898. Dans ses Mémoires, il raconte d'ailleurs qu'il devait à la base se rendre à une réunion du parti social-démocrate Hentchak mais qu'en s'y rendant avec ses amis, il s'était trompé de pièce et ils s'étaient rendus à une réunion de la FRA à la place.
Simon Vratsian rentre ensuite au Nor Nakhichevan en tant que travailleur du parti. Il représente sa région natale au quatrième Congrès général de la FRA qui a lieu à Vienne en 1907 et soutient l'adoption du socialisme en tant qu'idéologie principale du parti. Dans ses Mémoires, il décrit ces Congrès généraux avec précision, détaillant par exemple quels membres souhaitaient une alliance avec la Russie, qui étaient ceux qui voulaient financer l'éradication des poux dans les villages arméniens, les hôtels dans lesquels il séjourna, ses amitiés notamment avec Rostom, Hamazasb Srvantsdian, Andranik, Armen Garo, Aram Manoukian, etc. Son récit présente même le début desdites amitiés : par exemple, lorsqu'il fut professeur d'histoire pendant une année, il frappa l'une de ses élèves, particulièrement perturbatrice, et rencontra son père, qui s’avéra être Andranik, lors de leur convocation dans le bureau du directeur ; après s'être expliqué, Andranik le remercia d'avoir corrigé sa fille.
Après son passage à Saint-Pétersbourg en 1908-1910, pendant lequel il fait quelques séjours à Moscou, Constantinople et Batoumi, il s'installe quelque temps à Erzurum, où il est professeur dans une école et rédacteur d'un journal local. Il est aussi brièvement emprisonné, suspecté par les autorités ottomanes d'être un espion russe.
En 1911, il s'installe aux États-Unis et y est rédacteur du journal Hairenik jusqu'en 1913. En 1914, il représente la section américaine de la FRA au huitième Congrès général du parti qui a lieu à Erzurum. Il est alors élu au Bureau du parti et joue un rôle dans l'élaboration de la politique de la FRA vis-à-vis des Jeunes-Turcs.
En août 1914, il est de nouveau emprisonné en tant qu'espion russe mais parvient à s'enfuir vers la Transcaucasie, où il s'occupe d'organiser les unités de volontaires arméniens qui combattent aux côtés de l'armée impériale russe contre l'armée ottomane lors de la Première Guerre mondiale.
Après la dissolution des unités arméniennes en 1917, il prend part à la Conférence d’État de Moscou, sorte d'états généraux convoqués par Kerenski.
Ensuite, il représente la FRA au Congrès national arménien qui s'ouvre le 28 septembre 1917 à Tiflis : le 30, il présente un rapport sur la crise politique en Russie. L'historienne Anahide Ter Minassian le résume en quatre points : désintégration de l’État et anarchie politique ; crise économique et crise d'approvisionnement ; désastre financier et effondrement monétaire ; rupture du front et mutinerie de l'armée. Pour Simon Vratsian, il faut, pour sauver le pays et la révolution, créer une autorité issue d'une coalition des forces démocratiques appuyée sur les paysans. Il faut aussi et surtout mettre fin à la guerre, sans paix séparée pour éviter qu'elle ne continue, et pousser la Russie à adopter une position défensive en consolidant ses conquêtes. La FRA, obsédée par la question de l'Arménie occidentale, souhaite en effet que l'armée russe reste présente sur ce front. Le rapport de Simon Vratsian est adopté à une large majorité.
Il est nommé membre du Conseil national arménien dans le semaines qui suivent sa création, ne faisant pas partie des membres fondateurs.
Il s'occupe aussi du journal Horizon, qui paraît à Tiflis.

### La première république d'Arménie
Simon Vratsian prend part à la politique de la nouvelle République démocratique d'Arménie. Favorable à « l'autodétermination et à l'autogestion », il est présent avant même que la république ne soit proclamée le 28 mai 1918. Il est élu au Parlement la même année puis est nommé ministre du travail et de l'agriculture dans le cabinet d'Alexandre Khatissian en mai 1919 et reconduit dans celui d'Hamo Ohandjanian en mai 1920. Il joue aussi un rôle dans l'élaboration de l'information et de la propagande du gouvernement.
Toujours membre de la FRA, il dirige le nouvel organe du parti, Haratch, et il participe à l'organisation du neuvième Congrès général qui a lieu en 1919 à Erevan, lors duquel il est de nouveau élu au bureau du parti (ce qui se reproduit ensuite à de multiples reprises). Comme la majorité des participants (dont notamment le prince Hovsep Arghoutian), il défend une ligne modérée avec la mise en place de réformes par étapes. Soutenu par Alexandre Khatissian, il rejette la notion d'un État contrôlé par le parti, invoquant les traditions démocratiques et décentralisatrices de la FRA.
Hovannès Katchaznouni demande à Simon Vratsian de l'accompagner dans son tour d'Europe et d'Amérique en 1919, mais les autorités britanniques lui refusent le visa car il est perçu comme un socialiste radical.
En octobre 1919, le gouvernement lance une campagne d'alphabétisation du pays qui se traduit par la fondation d'universités populaires dans lesquelles Simon Vratsian donne des cours de science politique.
Après la démission du gouvernement et l'échec de Hovannès Katchaznouni à former une nouvelle coalition, Simon Vratsian accepte d'être nommé premier ministre le 23 novembre 1920 juste après la guerre arméno-turque. Il est partisan d'une paix à n'importe quel prix avec la Turquie pour éviter la soviétisation du pays et envoie une délégation, conduite par Alexandre Khatissian, se rendre à Alexandropol pour engager des pourparlers avec Kâzım Karabekir et obtenir la paix à tout prix. Il se met en même temps en rapport avec Boris Legran, officiel soviétique, pour lui assurer l'amitié de l'Arménie et lui demander l'aide militaire russe, craignant de nouvelles exactions turques. Il soupçonne cependant les Russes d'être plus intéressés « par la soviétisation de l'Arménie que par sa protection ».
Seulement quelques jours plus tard, le 2 décembre, il doit remettre le pouvoir aux Bolchéviques, qui envahissent alors le pays, à la demande des quelques Bolchéviques arméniens venus de Bakou le 29 novembre, le Herkom (comité révolutionnaire). Cette intervention se fait sans résistance et est perçue par les Arméniens comme une contre-offensive antiturque. Si l'intervention russe était souhaitée par Simon Vratsian, c'est toutefois la mort dans l'âme qu'il voit l'arrivée de l'Armée rouge et la soviétisation de l'Arménie. Un nouveau régime issu du pacte entre lui et Boris Legran est mis en place : une République socialiste soviétique indépendante ; mais ce régime ne dure que deux jours, avec l'arrivée le 4 décembre à Erevan du Herkom et le début des arrestations. Simon Vratsian est l'un des rares à être laissé en liberté.
Il entre ensuite dans la clandestinité pour resurgir plus tard, lors de la contre-révolution anti-bolchévique de février 1921, à la tête du Comité du salut de la patrie formé le 18 février. Les bolcheviks expulsés, il dirige la république d'Arménie pendant quarante jours, période pendant laquelle il fait appel aux grandes puissances, mais sans succès. L'armée rouge envahit de nouveau le pays le 2 avril,), le forçant à l'exil.

### Exil

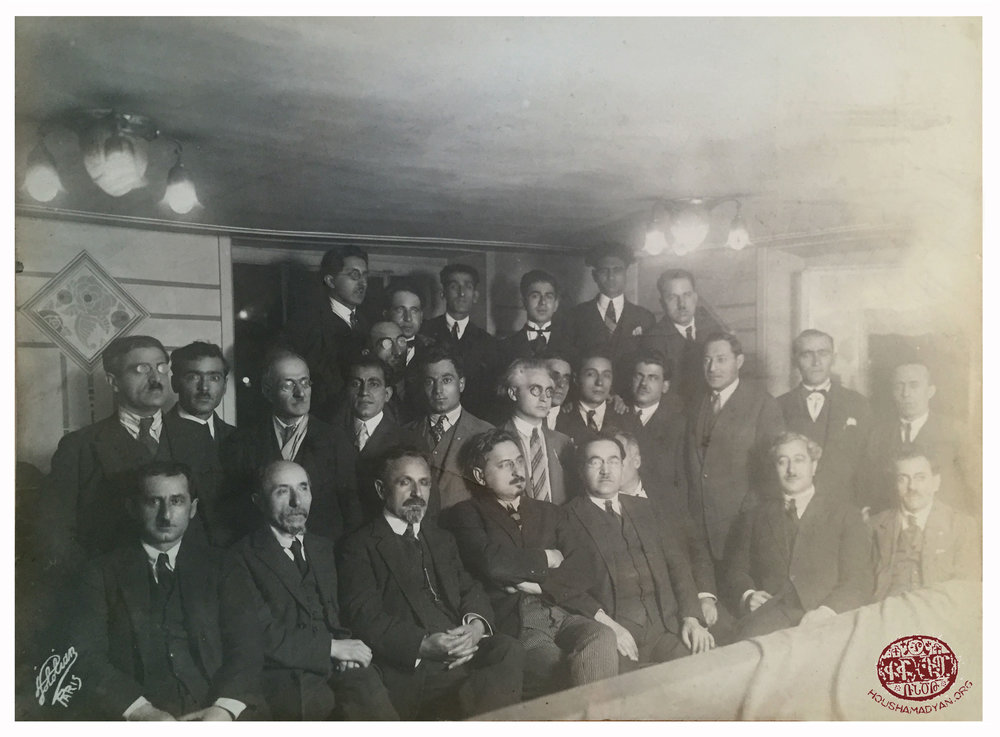
Simon Vratsian à un évènement parisien de la FRA dans les années 1920, en compagnie notamment de Chavarche Missakian, Avetis Aharonian, Shahan Natalie, Archag Jamalian et Hrant Samuelian.

Comme des milliers d'Arméniens, il s'enfuit alors en Perse avec ses proches collaborateurs, mais doit laisser sa femme et ses enfants derrière lui aux bons soins de Clarence Ussher de l'American Near East Relief. D'Iran, il voyage à Bombay, Alexandrie, Constantinople, pour finir par s'établir à Paris. En 1936, il habite au Plessis-Robinson.
Entre 1925 et 1933, il travaille pour le journal Troshak, organe de la FRA qui avait été déménagé dans la capitale française, avec Arshag Jamalian et Chavarche Missakian. Il fonde ensuite la revue Vêm (1933-1939) et écrit son ouvrage principal, La République d'Arménie. Au cours de sa vie, il écrit dans des journaux et revues arméniennes.
Globe-trotter, Simon Vratsian se rend notamment en Amérique du Sud en 1936, en Amérique du Nord en 1939, pour finir par s'installer au Liban.
En 1941, alors installé en France, il apparaît dans l'une des listes des dignitaires de la franc-maçonnerie, en application de la loi sur les sociétés secrètes, publiée dans Le Petit Parisien, qui indique qu'il demeure 14, rue des Platanes, au Plessis-Robinson.
En 1945, il présente une pétition aux États assemblés lors de la Conférence de San Francisco pour demander la restauration de l'Arménie wilsonienne, c'est-à-dire le retour à l'Arménie des territoires occupés par la Turquie.
En 1952, après la mort de Levon Shant, il est nommé directeur du Hamazkaïne Djemaran (Beyrouth) et reste en poste jusqu'à sa mort.
Il meurt à Beyrouth au Liban, âgé de 87 ans, le 21 mai 1969.

### Vie privée

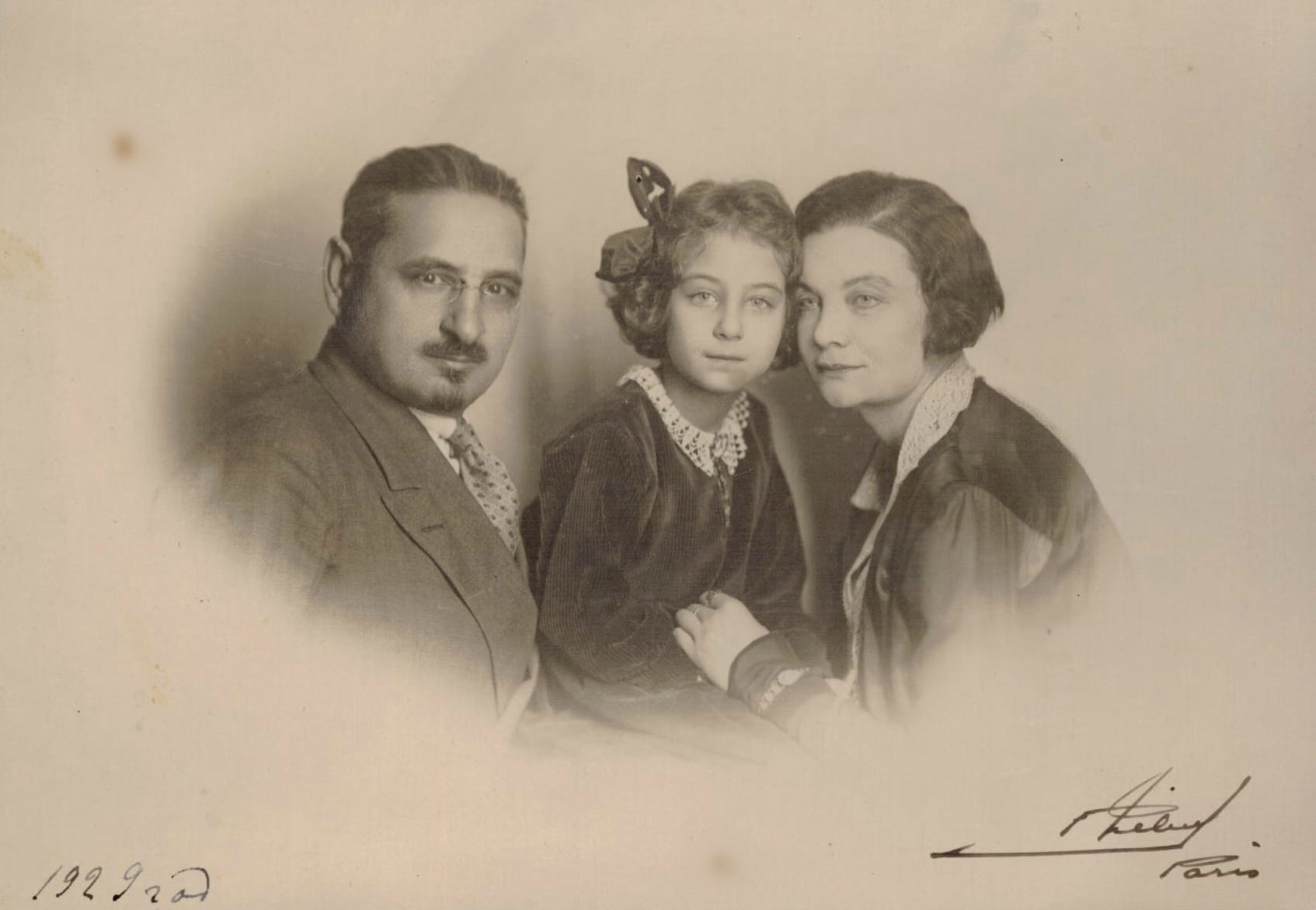
Simon Vratsian avec sa femme Yelena Shigaeva et sa fille Muza-Seda à Paris en 1929.

Simon Vratsian ne fait aucune mention dans ses Mémoires de sa femme et de ses enfants. Oliver Baldwin (fils de Stanley Baldwin), homme politique britannique brièvement lieutenant-colonel dans l'armée arménienne, était chez Clarence Ussher lorsqu'un messager dépêché par Simon Vratsian lui demanda de veiller sur sa femme et ses enfants après l'arrivée des bolcheviks. Il raconte cet épisode dans ses Mémoires et rapporte que le fils du dernier premier ministre mourut de froid (« died of exposure ») pendant la fuite en Perse de ce dernier.
Dans le recensement de 1936 (conservé aux archives municipales du Plessis-Robinson), il est indiqué qu'il vit en France avec sa femme Hélène (Yelena Shigaeva), d'origine russe, et sa fille Séda (ou Muza-Seda), née en 1922 à Neuilly.

## Œuvre[27]
- (hy) Անկախ եւ միացեալ Հայաստան [« Une Arménie libre et unie »], Boston, Impr. Hayrénik,‎ 1920, 64 p.
- (hy) Հայաստանի Հանրապետութիւն [« La République d'Arménie »], Paris, Impr. de Navarre,‎ 1928, 546 p. (BNF 31609109)
- (hy) Հին թղթեր նոր պատմութեան համար [« Anciens documents pour une nouvelle histoire »], Beyrouth, Impr. Mechag,‎ 1962, 382 p. (SUDOC 225404249)
- (hy) Անձինք Նուիրեալք, Beyrouth, Impr. Hamazkaïne,‎ 1969, 248 p.

Simon Vratsian est l'auteur d'une autobiographie en 6 volumes :
- (hy) Simon Vratsian, Կեանքի ուղիներով [« Par les chemins de la vie »], vol. I, Beyrouth, Hamaskaïne,‎ 1967 (1re éd. 1955), 281 p. (lire en ligne )
- (hy) Simon Vratsian, Կեանքի ուղիներով [« Par les chemins de la vie »], vol. II, Beyrouth, Hamaskaïne,‎ 1960, 304 p. (lire en ligne )
- (hy) Simon Vratsian, Կեանքի ուղիներով [« Par les chemins de la vie »], vol. III, Beyrouth, Hamaskaïne,‎ 1963, 278 p. (lire en ligne )
- (hy) Simon Vratsian, Կեանքի ուղիներով [« Par les chemins de la vie »], vol. IV, Beyrouth, Hamaskaïne,‎ 1965, 306 p. (lire en ligne )
- (hy) Simon Vratsian, Կեանքի ուղիներով [« Par les chemins de la vie »], vol. V, Beyrouth, Hamaskaïne,‎ 1966, 363 p. (lire en ligne )
- (hy) Simon Vratsian, Կեանքի ուղիներով [« Par les chemins de la vie »], vol. VI, Beyrouth, Hamaskaïne,‎ 1967, 348 p. (lire en ligne )